# Nora Abdel-Maksoud

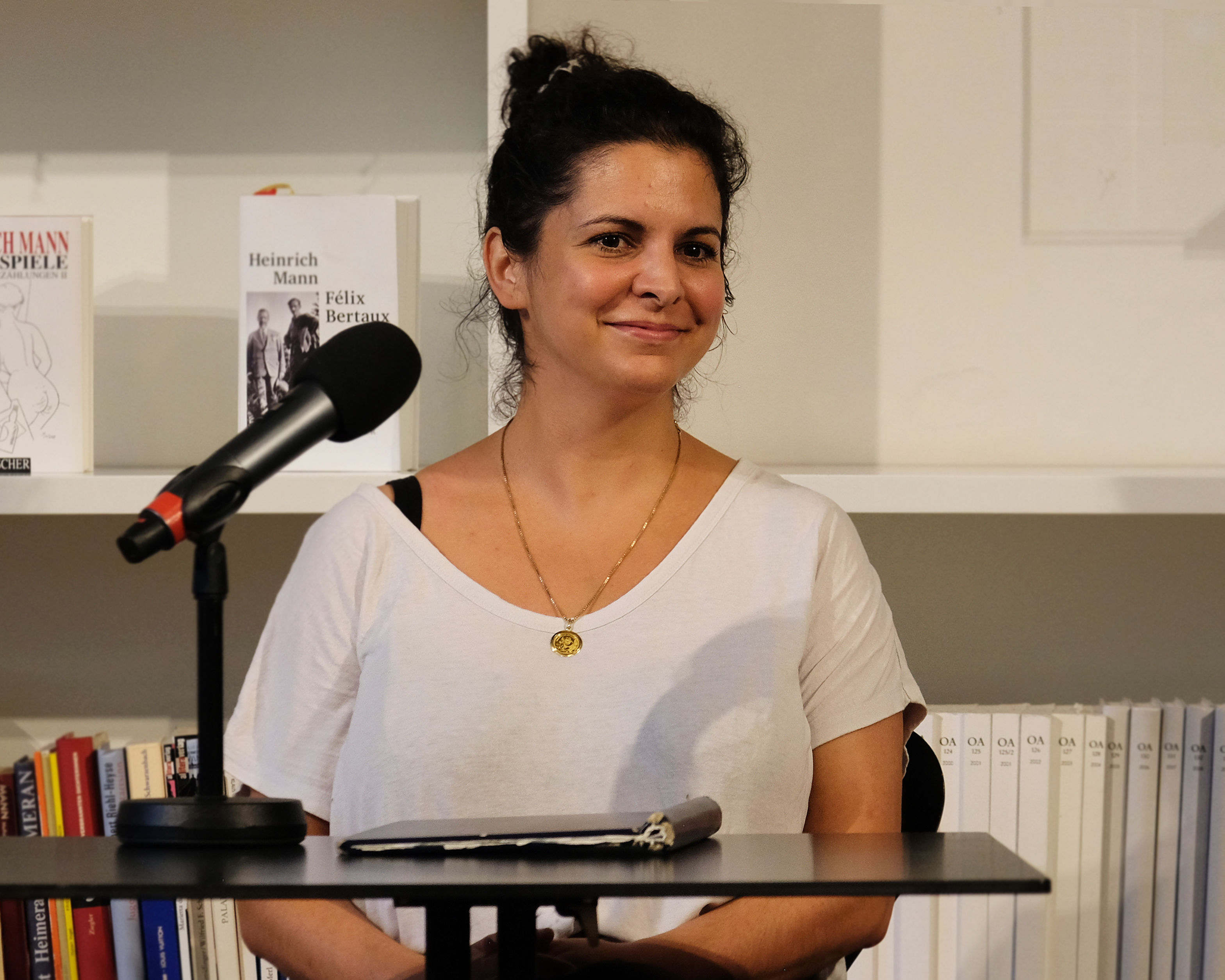
Nora Abdel-Maksoud während einer Lesung in der Monacensia, 2024

Nora Abdel-Maksoud (* 1983 in München) ist eine deutsche Theaterautorin, Theaterregisseurin, Schauspielerin und Hörspielsprecherin.

## Leben und Wirken
Abdel-Maksoud absolvierte ihre Schauspielausbildung in Potsdam und stand dort als Miranda in Shakespeares Sturm auf der Bühne. Seit 2009 arbeitete sie als freischaffende Schauspielerin für Film- und Theaterproduktionen. Ihre Karriere ist von Engagements an bedeutenden Bühnen wie dem Ballhaus Naunynstraße, dem Maxim Gorki Theater in Berlin, sowie in Halle und München geprägt. Ihre Theaterstücke wurden u. a. an den Münchner Kammerspielen und am Maxim Gorki Theater aufgeführt, wo sie sich auch als kritische Stimme in der zeitgenössischen Theaterlandschaft etablierte. Sie spielte u. a. am Hans-Otto-Theater Potsdam und in Kinofilmen wie Shahada und Barriere sowie am Maxim Gorki Theater in Es sagt mir nichts, das sogenannte Draußen (Regie: Sebastian Nübling). Am Ballhaus Naunynstraße war sie in Schnee, Verrücktes Blut und Bloodshed sowie in Ich rufe meine Brüder zu sehen. 2012 führte sie mit Hunting vor Trier am Ballhaus Naunynstraße zum ersten Mal Regie.
Abdel-Maksoud ist für ihre scharfzüngigen Komödien bekannt, die soziale und politische Diskurse aufgreifen. Ihre eigenen Theaterstücke inszeniert sie oft selbst, wie im Falle von Jeeps, Doping und Rabatt.
In Jeeps etwa thematisiert sie die Verteilung von Erbschaften in einer satirischen Jobcenter-Einstellung, während Doping die ideologischen Bruchstellen einer fiktiven FDP und deren Folgen aufzeigt. Ihr Stück Rabatt behandelt Probleme von Armut und Sozialen Klassen und wurde für seine kritische Auseinandersetzung mit gesellschaftlichen Missständen gelobt.

## Auszeichnungen
Abdel-Maksoud erhielt für ihre Arbeit mehrere Auszeichnungen und gilt als eine wichtige Stimme im deutschen Gegenwartstheater, die immer wieder die Grenzen des Mediums auslotet und gesellschaftliche Konventionen herausfordert. Im Jahr 2017 wurde sie von Theater heute für The Making-of als Nachwuchsregisseurin des Jahres ausgezeichnet. Im selben Jahr erhielt sie für ihre Inszenierung dieses Stückes am Maxim Gorki Theater zudem den Kurt-Hübner-Regiepreis. Im Jahr 2019 erhielt sie für ihr Stück Café populaire den Hermann-Sudermann-Preis.

## Bühnenstücke
- Mad Madams, Uraufführung 2014, neues theater Halle[5]
- Die Geschichte von Bufallo, UA 2015 im Studio Я am Maxim Gorki Theater, Berlin[3]
- Sie nannten ihn Tico, UA 2016, Münchner Volkstheater[3]
- The making-of, UA 2017 im Studio Я des Maxim Gorki Theater, Berlin[3]
- Café populaire, UA 2018, Theater Neumarkt, Zürich[6]
- Jeeps, Komödie in 3 Akten, UA 2021, Münchner Kammerspiele[7]
- Rabatt, UA 2022, Maxim Gorki Theater, Berlin[8]
- Doping, Komödie in 3 Akten, UA 2024, Münchner Kammerspiele[9]

## Hörspiele (Auswahl)
Autorin und Regisseurin
- 2013: Hunting von Trier (Vorlage: Scheppernde Antworten auf dröhnende Fragen (Theaterstück)) (Deutschlandradio)

Sprecherin
- 2008: Alfred Behrens: Amok Koma (Frau 2, Monique) – Regie: Alfred Behrens (Original-Hörspiel – RBB)
- 2009: Wajdi Mouawad: Verbrennungen (Sawda) – Bearbeitung und Regie: Ulrich Gerhardt (Hörspielbearbeitung – HR/Deutschlandradio)
- 2009: Hans Henny Jahnn: Armut, Reichtum, Mensch und Tier. Ein Werkstattprojekt mit der Hochschule für Film und Fernsehen „Konrad Wolf“, Potsdam-Babelsberg (Sofia Fuur) – Bearbeitung und Regie: Ulrich Gerhardt (Hörspielbearbeitung – Deutschlandradio)
- 2009: Volker Braun: Machwerk oder das Schichtbuch des Flick von Lauchhammer (Mittagsfrau, jung) – Bearbeitung und Regie: Barbara Plensat (Hörspielbearbeitung – RBB)
- 2010: Tom Peuckert: Radio-Tatort: Casa Solar (Mitarbeiterin) – Regie: Sven Stricker (Originalhörspiel, Kriminalhörspiel – RBB)
- 2010: Annette Herzog: Ben und die Zaubergäste vom Strandhotel (Fee) – Regie: Sven Stricker (Originalhörspiel, Kinderhörspiel – RBB)
- 2012: Arthur Schnitzler: Vom Betrügen und Betrogen werden (4 Teile) (Mathilde) – Regie: Barbara Plensat (Hörspielbearbeitung – RBB)
- 2013: Elodie Pascal: La vie en vogue (Pascal) – Regie: Elisabeth Putz (Originalhörspiel – Deutschlandradio)
- 2013: Oliver Kontny: Republik der Verrückten – Iranian Voices – Regie: Oliver Kontny (Originalhörspiel – inflated tear production/Ymusic)
- 2013: Christiane Kalss: Tod durch Einatmen von Flüssigkeiten – Regie: Judith Lorentz (Originalhörspiel – SWR)
- 2013: Irmtraud Morgner: Hochzeit in Konstantinopel (Bele) – Bearbeitung und Regie: Barbara Plensat (Hörspielbearbeitung – RBB)
- 2013: Eberhard Petschinka: Circus Maximus (Sprecherin des Konsortiums der Investoren) – Regie: Eberhard Petschinka (Originalhörspiel – krok & petschinka – Auftragsproduktion des WDR)
- 2013: Mathieu Beurton: Drei Menschen und das Salz im Meer (Jenny) – Regie: Marguerite Gateau (Hörspielbearbeitung – Deutschlandradio/SR)
- 2015: Virginie Despentes: King Kong Theorie. (Rollenbezeichnung: Aus dem Französischen) – Bearbeitung und Regie: Elisabeth Putz (Hörspielbearbeitung – Deutschlandradio)
- 2017: Semiya Şimşek, Peter Schwarz, Laila Stieler: Vergesst mich nicht. Hörspiel nach dem Drehbuch von Laila Stieler und Motiven des Buches Schmerzliche Heimat von Semiya Şimşek und Peter Schwarz (Semiya) – Bearbeitung und Regie: Judith Lorentz (Hörspielbearbeitung – NDR/RBB)

Quelle: ARD-Hörspieldatenbank